# Etiquetatge ecològic
La Unió Europea va crear, l'any 1992, el sistema voluntari de l'Etiqueta ecològica. Inicialment, el seu àmbit d'aplicació es limitava als productes A partir del mes de setembre del 2000, aquest mecanisme comunitari s'amplia als serveis i garanteix als consumidors la correcció ambiental tant dels productes com dels serveis, amb independència de les afirmacions publicitàries. L'any 2010 es va publicar un nou Reglament de l'Etiqueta ecològica de la UE (3).
L'Etiqueta ecològica representa haver complert uns criteris ambientals selectius, transparents i amb prou informació i base científica perquè els consumidors i usuaris puguin triar aquells productes o serveis que l'incorporen. Amb aquesta elecció, els consumidors s'asseguren de triar les opcions que redueixen els efectes ambientals adversos i contribueixen a l'ús eficaç dels recursos. L'etiqueta ecològica és un distintiu oficial que, a Catalunya, atorga la Generalitat a través del seu organisme competent: la Direcció General de Qualitat Ambiental del Departament de Territori i Sostenibilitat.